# ABLUE (音楽グループ)
ABLUE (エイブル、朝:에이블루) は、2022年10月23日にデビューした音楽グループ。J-Starエンターテインメント所属。
お笑い芸人のユン・ヒョンビンがプロデュースした韓国の6人組男性アイドルグループとしてデビュー。

## 来歴
2022年10月23日、アルバム「COLOR₋THE START」でデビュー。
2023年8月30日、新メンバーギュチャンが加入し、7人体制で始まる。
2024年5月12日、WinLがアイドル活動終了と発表。
2024年7月6日、6人体制で活動開始。
2024年9月11日、YOUがオーディション｢PROJECT 7｣に出演。

ファンの方々を好きな気持ちを込めて、ファンダム名を「BLUEVERY」(ブルーベリー)とした。　

## メンバー
| 名前     | 本名                 | 本名     | 本名          | 生年月日               |
| 名前     | 仮名                 | ハングル | ローマ字      | 生年月日               |
| -------- | -------------------- | -------- | ------------- | ---------------------- |
| ON       | キム・ドンウ         | 김동우   | Kim Dongwoo   | 1996年4月11日（29歳）  |
| GYUCHAN  | キム・ギュチャン     | 김규찬   | Kim Gyuchan   | 1997年1月24日（28歳）  |
| WONJUN   | チョン・ウォンジュン | 정원준   | Jung Wonjun   | 1998年7月21日（26歳）  |
| SEONGSOO | パク・ソンス         | 박성수   | Park Seongsoo | 1999年4月7日（26歳）   |
| YOU      | キム・テユ           | 김태유   | Kim Taeyoo    | 1999年11月17日（25歳） |
| SUKJUN   | イ・ソクジュン       | 이석준   | Lee Sukjun    | 2000年1月31日（25歳）  |

### 元メンバー
| 名前 | 本名         | 本名     | 本名         | 生年月日              |
| 名前 | 仮名         | ハングル | ローマ字     | 生年月日              |
| ---- | ------------ | -------- | ------------ | --------------------- |
| WinL | ヤン・スンホ | 양승호   | Yang Seungho | 1996年6月16日（28歳） |

## 作品
アルバム
- 「COLOR₋THE START」（2022年10月23日）[2]
- 「FAKE LOVE」　(2023年8月3日 )[3]
- 「 Blue Of Winter」(2023年12月21日)